# 446 av. J.-C.
Cette page concerne l'année 446 av. J.-C. du calendrier julien proleptique.

## Événements
- Printemps : intervention d'Athènes en Béotie contre les oligarques de Chéronée et d'Orchomène proches de Sparte, qui ont fait défection durant l'hiver. Athènes réagit et réduit la population de Chéronée en esclavage. Après sa défaite à la bataille de Coronée (Nord-Ouest de Thèbes en Béotie), Athènes doit abandonner le contrôle de la Béotie, qui retrouve l'influence spartiate et, avec elle, des régimes oligarchiques ; organisation fédérale autour de Thèbes (seule Platées reste fidèle à Athènes)[1].

- Juin : soulèvement général de l'Eubée (sauf Carystos) contre Athènes, à la suite de la défaite de Coronée[2]. Au moment où Périclès intervient avec une armée importante, une vaste coalition se forme pour soutenir la défection de Mégare et ravage la plaine d'Éleusis. Périclès réagit habilement en séparant les coalisés, certainement en achetant le roi de Sparte Pleistoanax, puis retournant en Eubée pour signer des traités avec les diverses cités précisant leurs droits et leurs obligations envers Athènes[3]. Deux clérouquies sont créées à Chalcis et Oréos pour maintenir l'île dans l'obéissance.

- 17 octobre : début à Rome du consulat de Titus Quinctius Capitolinus Barbatus IV et Agrippa Furius Fusus[4].
  - Victoire du consul Quinctius Capitolinus sur les Èques et les Volsques à Corbion (localisation inconnue)[5].

- Hiver 446/445[6] : paix de Trente Ans, conclue entre Athéniens et Spartiates : reconnaissance de chaque système hégémonique par l'autre, mais au prix, pour les Athéniens, d'un retour en arrière (ils perdent l'Achaïe et Mégare et laissent l'hégémonie sur la Béotie à Thèbes). Sparte et Athènes s'interdisent mutuellement de débaucher leurs vassaux. Seules les cités encore indépendantes peuvent y être incluses. Cet accord, certes précaire (il durera en réalité 14 ans), porte, sous le gouvernement de Périclès, Athènes à son apogée[7].

- Le roi de Sparte Pleistoanax est déposé et exilé car il est accusé d'avoir perçu de l'argent pour retirer ses troupes de l'Attique. Il est rétabli en 424 av. J.-C.[7].
- L'hégémon des Sicules Doukétios, avec l’accord secret de Syracuse, revient en Sicile et avec des Sicèles et des Grecs de Grèce propre, il fonde la cité de Kalè Aktè[8]. Il entre en conflit avec Agrigente.

## Naissances
- Camille, général et homme d'État romain.
- Aristophane, poète comique grec (date approximative).
- Timothée de Milet, poète et musicien grec.
- Eupolis, poète comique grec.

## Décès
- Caius Claudius Sabinus Regillensis, homme politique romain.